# A Lei do Desejo
La ley del deseo (bra/prt: A Lei do Desejo) é um filme espanhol de 1987 dirigido por Pedro Almodóvar.

## Sinopse
Depois da estreia do seu último filme, o realizador Pablo Quintero é abandonado pelo amante, Juan, que decide ir viver para uma pequena aldeia costeira. Mantendo ambos uma belíssima amizade, para continuar a sua carreira e esquecer tudo o que passou, Pablo inicia o seu próximo projecto, onde participam Tina, a sua solitária irmã transexual, e Ada, uma rapariga adoptada. A obra, quando estreia, torna-se num sucesso, e quando celebram o acontecimento Pablo é seduzido por António, o filho de um ministro importante, e ambos apaixonam-se um pelo outro. António, ao saber da antiga paixão de Pablo e ao saber que ainda são amigos, dirige-se à aldeia onde vive Juan e empurra-o do alto de um penhasco. Na hora do crime, António decide usar uma camisa de Pablo, para que as suspeitas recaiam sobre ele e Tina, o que acontece de facto. Entretanto, Pablo sofre um acidente de automóvel e perde a memória. Tina tenta curar o irmão, recordando-lhe as suas relações sentimentais. Nesse momento, descobre-se que Tina mudou de sexo para manter uma relação incestuosa com o seu pai, que vem de há muitos anos. E a partir daí, começam a acontecer coisas que mudarão para sempre a vida de Pablo e Tina, e António irá encontrar a paga pela sua injustiça e pelo seu amor doentio.

## Elenco principal
- Eusebio Poncela .... Pablo Quintero
- Carmen Maura .... Tina Quintero
- Antonio Banderas .... Antonio Benítez
- Micky Molina .... Juan Bermúdez
- Fernando Guillén .... inspetor de polícia
- Manuela Velasco .... Ada, niña
- Nacho Martínez .... doutor Martín
- Bibiana Fernández .... Ada
- Victoria Abril .... garota com Juan

## Principais prêmios e indicações
Festival de Berlim 1987 (Alemanha)
- Vencedor - Melhor Filme de Longa-Metragem do Ano[carece de fontes?]

San Francisco International Lesbian & Gay Film Festival 1987 (EUA)
- Vencedor - Melhor Longa-Metragem[carece de fontes?]

Festival de Cine de Bogotá 1988 (Colômbia)
- Venceu nas categoria de Melhor Atriz (Carmen Maura)[carece de fontes?], Melhor Diretor (Pedro Almodóvar)[carece de fontes?], Melhor Edição (José Salcedo)[carece de fontes?] e Melhor Roteiro (Pedro Almodóvar)[carece de fontes?]
- Indicado na categoria de Melhor Filme[carece de fontes?]

Fotogramas de Plata 1988 (Espanha)
- Venceu - Melhor Filme Espanhol[carece de fontes?]
- Indicado - Melhor Ator em Cinema (Antonio Banderas)[carece de fontes?] e Melhor Atriz em Cinema (Carmen Maura)[carece de fontes?]

Premios Sant Jordi 1988 (Espanha)
- Venceu - Melhor Ator Espanhol (Antonio Banderas)[carece de fontes?]
- Escolhido como o melhor filme pelo público[carece de fontes?]